# 奪命鎗火
是一部2006年美國與德國合拍的犯罪驚悚電影，由韋恩·克瑞默執導及編劇。電影由保羅·沃克、卡梅隆·布萊特和薇拉·法蜜嘉主演。美國於2006年2月24日上映，台灣則在2006年3月24日上映。

## 故事劇情
喬伊（Joey Gazelle，保羅·沃克）是一名黑幫小弟，負責處理在幫派犯罪中使用過的槍隻。他並沒有妥善的處理這些槍，而是將它們藏在家中的地下室。在一場毒品交易中，他的老大用一把特殊的銀色.38手槍殺了一名壞警察。喬伊的兒子尼克（Nicky，艾力克斯·紐柏格）和他的死黨奧力（Oleg，卡梅隆·布萊特）目擊了正在藏槍的喬伊。瘋狂俄羅斯黑幫份子安佐·尤高斯基（Anzor Yugorsky，卡瑞爾·羅登）的是奧力的繼父，他常常虐待奧力和他的媽媽。奧力從喬伊的地下室偷走了那把.38手槍，並且用他向安佐開了一槍，但沒有把他殺死。
喬伊現在面臨來自毒品交易中的壞警察（帕明泰瑞）的追捕，是為了要拿到那把銀色.38手槍。但這把槍卻在賭鬼、皮條客之間一再轉手。同時奧力也因為能連絡到喬伊和那把槍而遭到追緝。

拿著銀色.38手槍的奧力

奧力遇見了一名妓女，之後又巧合被一對夫婦帶回家中。他們將奧力和另外兩名其他的小孩帶進公寓，準備利用他們來拍攝兒童色情影片。奧力想辦法向喬伊的妻子泰瑞莎（Teresa）求救。但當泰瑞莎抵達奧力所在的公寓時，那對夫妻卻全盤否認。到最後泰瑞莎還是找到了奧力，並且殺掉了那對夫妻。泰瑞莎帶著奧力回家，隨即喬伊又帶著奧力去拿回他的槍。
然而，喬伊被他所屬的黑幫份子跟蹤，並想要向俄羅斯黑手黨出賣他。喬伊於是將一切栽贓給所屬黑幫老大的兒子，兒子聽到之後憤怒之下原本想向喬伊開槍，結果滑倒卻誤射中俄羅斯黑幫份子。引發了一場槍戰，最後只剩下奧力、喬伊和美國黑幫老大存活下來，黑幫老大將槍口對準喬伊。於是奧力分散黑幫老大的注意力，讓喬伊轉而取得優勢並且揭露他是臥底警察的身分。
在搜尋奧力的時候，奧力被形容為一個「從來不笑」的小男孩。但在最後，當被邀請去觀賞一個體育比賽時，他終於露出了笑容。

## 演員
- 保羅·沃克 飾 Joey Gazelle
- 卡梅隆·布萊特 飾 Oleg Yugorsky
- 薇拉·法蜜嘉 飾 Teresa Gazelle
- 查茲·帕明泰瑞（英语：Chazz Palminteri） 飾 探員Rydell
- 卡瑞爾·羅登 飾 Anzor Yugorsky
- 約翰尼·梅辛納 飾 Tommy "Tombs" Perello
- 伊凡娜·米莉塞維奇（英语：Ivana Miličević） 飾 Mila Yugorsky
- Alex Neuberger 飾 Nicky Gazelle
- 邁克·庫立茲 飾 Sal "Gummy Bear" Franzone
- 布魯斯·阿特曼（英语：Bruce Altman） 飾 Dez Hansel
- 伊麗莎白·米歇爾（英语：Elizabeth Mitchell） 飾 Edele Hansel
- 亞瑟·J·納斯卡雷拉（英语：Arthur J. Nascarella） 飾 Frankie Perello
- 約翰·諾伯 飾 Ivan Yugorsky
- 伊達里斯·德倫（英语：Idalis DeLeón） 飾 Divina
- 大衛·華沙斯基（英语：David Warshofsky） 飾 Lester the Pimp
- 吉姆·圖伊（英语：Jim Tooey） 飾 Tony
- 小湯瑪士·羅薩萊斯（英语：Thomas Rosales Jr.） 飾 Julio
- 吉蘭·瑞吉（英语：Glenn Wrage） 飾 特別探員

## 影響
本片受到華特·希爾、布萊恩·狄帕瑪和山姆·畢金帕電影的極大影響。
此外電影也受到《格林童話》和其他童話故事的影響。關於一個小孩試著要逃離黑暗、恐怖的世界的劇情曾在許多中出現，例如《愛莉絲夢遊仙境》、《小紅帽》和《木偶奇遇記》（小木偶）。
片中有許多來自《愛莉絲夢遊仙境》和《愛莉絲與奇幻魔鏡》（Alice Through the Looking Glass）小說的隱喻。例如奧力的冒險就是由一發射穿玻璃的子彈展開，利用玻璃比喻為奇幻的魔鏡。皮條克就是書中瘋狂製帽匠的化身，而在黑暗中露出牙齒微笑的流浪漢，就像書中詭異笑容的貓。而在途中幫助奧力的妓女，與《木偶奇遇記》中的藍仙子類似。

## 票房與評價

飾演主角喬伊的保羅·沃克

本片在美國首週末上映廳數為1,611廳，累積票房為310萬美元。部份的主要影評稱讚本片全力以赴的態度（特別是電影的前六分鐘），以及保羅·沃克令人驚艷的演出，而其他意見則批評呆板的演技、缺乏一貫和邏輯性的故事架構、失去目標的電影製作，以及電影的調性與其描述的主題相較之下太過嚴肅。
在台灣由於宣傳不足及上映戲院數過少，北市首週票房僅有新幣59,715元，截至下片的2006年4月7日為止，總票房為新台幣66萬元。

## 花絮
- 當喬伊問奧力喜歡聽什麼音樂時，他回答「Kvasha」（翻譯為「俄國音樂」）。這個可以指一位曲棍球員——奧力·卡瓦夏（Oleg Kvasha） （页面存档备份，存于），如同片中許多與曲棍球相關的隱喻。然而，也有一位名為奧力·卡瓦夏的俄國知名作曲家。[來源請求]
- 英文單字「fuck」（以及其變化形）在電影中共被使用275次。參見：依照髒話出現次數排序的電影列表。IMDb的計算結果為328次。

## 外部連結
- 電影官方網站 （页面存档备份，存于）（英文）
- 中文官方網站（中文）
- 互联网电影数据库（IMDb）上《奪命鎗火》的资料（英文）（英文）
- 爛番茄上《奪命鎗火》的資料（英文）
- Box Office Mojo上《奪命鎗火》的資料（英文）
- 訪問 - 《奪命鎗火》出了什麼錯？ （页面存档备份，存于） - Now Playing 雜誌（英文）